# Tiago Orobo
Tiago Pereira da Silva (Orobó, Pernambuco, Brasil; 28 de octubre de 1993) más conocido como Tiago Orobo, es un futbolista brasileño que juega como delantentero en el Jeonbuk Hyundai Motors de la K League 1 de Corea del Sur.

## Trayectoria
Orobó se unió a la academia juvenil de Araripina a los 16 años. Hizo su debut profesional con el club el 16 de febrero de 2012 en una derrota por 1-0 en el Campeonato Pernambucano ante Belo Jardim.
Pasó la mayor parte del inicio de su carrera con varios clubes semiprofesionales antes de fichar por el Fortaleza en 2020, ya que se encontraba en una gran forma goleadora en el América de Natal y anteriormente estuvo la última parte de 2019 desempleado e incluso con un trabajo informal en una panadería. Antes de la suspensión de todos los partidos de fútbol en Brasil y en todo el mundo debido a la pandemia de COVID-19 era el máximo goleador de 2020 en todas las competiciones en Brasil.
El 17 de agosto de 2021 se unió al Al-Jabalain de Arabia Saudita.

## Clubes
| Club                   | País           | Año           |
| ---------------------- | -------------- | ------------- |
| Araripina              | Brasil         | 2012          |
| Puerto de Caruaru      | Brasil         | 2012-2014     |
| Socorrense (préstamo)  | Brasil         | 2014          |
| Socorrense             | Brasil         | 2015-2016     |
| Coruripe               | Brasil         | 2015-2016     |
| Jacuipense             | Brasil         | 2016          |
| Confiança              | Brasil         | 2016          |
| campinense             | Brasil         | 2017          |
| Qadsia                 | Kuwait         | 2017-2018     |
| Maringá                | Brasil         | 2019          |
| América de Natal       | Brasil         | 2020          |
| Fortaleza              | Brasil         | 2020-2021     |
| Ponte Preta (cedido)   | Brasil         | 2020          |
| Londrina (préstamo)    | Brasil         | 2021          |
| Al-Jabalain            | Arabia Saudita | 2021          |
| Gyeongnam              | Corea del Sur  | 2022          |
| Daejeon Hana           | Corea del Sur  | 2023          |
| Jeonbuk Hyundai Motors | Corea del Sur  | 2024-presente |